# 高沟组
高沟组是位于中国河南淅川县、内乡县、西峡县一带的上白垩世地层，1975年由周世全、韩世敬、张永才命名。该地层以棕红、浅灰、灰黑色砾岩，细粉砂岩，钙质粉砂岩为主。